# Norman Simmons Trio
Norman Simmons Trio ist ein Jazzalbum des Pianisten Norman Simmons. Die im Oktober 1956 in den Universal Studios, Chicago, entstandenen Aufnahmen erschienen 1956 auf Argo Records. 1983 wurde die LP in Japan auf dem Label Cadet Records/Baybridge Records, später auf Compact Disc in Spanien bei Fresh Sound Records wiederveröffentlicht.

## Hintergrund
Der 25-jährige Pianist Normann Simmons hatte in den beiden Jahren zuvor in Chicago an Aufnahmen von Dinah Washington, Paul Bascomb und mit dem R&B-Bandleader und Bassisten Al Smith gearbeitet.
Geboren und aufgewachsen in Chicago, nahm Simmons in den 1950er-Jahren als aufstrebender Sideman, der stark von Ahmad Jamal, Oscar Peterson und Hank Jones und in Bezug auf das Arrangieren insbesondere von Duke Ellington beeinflusst wurde, die Blues-Atmosphäre der Stadt auf, notierte Harvey Siders in JazzTimes.
Am 20. Juni 1955 wirkte Simmons bei Plattenaufnahmen des Red Rodney Quintet (Modern Music from Chicago, mit Ira Sullivan, Victor Sproles und Roy Haynes) mit; im Jahr darauf hatte er Gelegenheit, mit seinem Trio mit Victor Sproles am Kontrabass und Vernel Fournier am Schlagzeug Material für ein erstes Album unter eigenem Namen einzuspielen.
Neben Eigenkompositionen spielte Simmons auch bekannte Jazzstandards wie Moonlight in Vermont, „My Funny Valentine“, „Stella by Starlight“ und „They Can’t Take That Away from Me“, ferner den Cole Porter Song „You Do Something to Me“. Sproles und Fornier wurden dann im Trio von Ahmad Jamal bekannt. Simmons hat immer wieder erzählt, dass Fournier einige seiner Markenzeichen, wie z. B. den beschwingten Offbeat-Bounce von Poinciana, bereits bei der Arbeit in seinem eigenen Trio entwickelt habe.
Die Argo-Produktion Norman Simmons Trio sollte für zwei Jahrzehnte das einzige Album Simmons’ unter eigenem Namen bleiben, der sich in den folgenden Jahren bevorzugt als Begleitmusiker von Dakota Staton und vor allem von Carmen McRae betätigte. Erst 1976 spielte der Pianist für das Spotlite-Label die LP Ramira the Dancer unter Mitwirkung von Lisle Atkinson Bass, Al Harewood, Schlagzeug, und Ralph Dorsey (Perkussion) ein.

## Titelliste
- Norman Simmons Trio (Argo LP 607)[5]

A1 Capacity in Blues 3:57

A2 Stella by Starlight (Victor Young, Ned Washington) 3:09

A3 Jan 3:27

A4 My Funny Valentine (Rodgers & Hart) 3:59

A5 Peppe 4:15

B1 Chili Bowl 3:39

B2 Moonlight in Vermont (John Blackburn, Karl Suessdorf) 3:35

B3 You Do Something to Me (Cole Porter) 2:42

B4 Love Is Eternal 4:06

B5 They Can’t Take That Away from Me (George Gershwin, Ira Gershwin) 3:33

B6 Tranquility 3:11
Sofern nicht anders vermerkt, stammen die Kompositionen von Norman Simmons.

## Editorische Hinweise
Die Wiederveröffentlichung des Albums bei Fresh Sound Records wurde gekoppelt mit dem Debütalbum Richard’s Almanac (Argo LP658) des Bassisten Richard Evans, geboren 1932 in Birmingham, Alabama, aufgewachsen in Chicago, der es 1959 als Leader ebenfalls für Argo aufnahm, in Triobesetzung mit Jack Wilson, Piano und Robert Barry, Schlagzeug. Nach den Angaben von Tom Lord arbeitete Richard Evans in dieser Zeit u. a. in den Bands von Sun Ra (Jazz by Sun Ra) sowie bei Maynard Ferguson, Ernie Wilkins und Eddie Chamblee.

## Rezeption
Das Album erhielt bei Allmusic eine Bewertung von drei Sternen.